# Brześć Kujawski (plaats)
Brześć Kujawski is een stad in het Poolse woiwodschap Koejavië-Pommeren, gelegen in de powiat Włocławski. De oppervlakte bedraagt 7,01 km², het inwonertal 4562 (2005). Het is de zetel van de gemeente Brześć Kujawski.
Door de Pools-Litouwse staatkundige eenwording in de middeleeuwen, die in 1569 bekroond werd met de Unie van Lublin, werd de oorspronkelijke naam Brześć nader gespecificeerd met de toevoeging Kujawski (Pools voor het Koejavische Brest) om het te onderscheiden voor het Litouwse Brest (Pools: Brześć Litewski, maar internationaal historisch beter bekend als Brest-Litovsk) dat tegenwoordig net over de grens in Wit-Rusland ligt.